# Димчогло, Алла Валентиновна
Алла Валентиновна Димчогло (род. 1 сентября 1961 год) — заслуженный тренер Республики Беларусь, мастер спорта СССР по художественной гимнастике, тренер-преподаватель высшей категории, почетный гражданин города Солигорска.

## Биография
Алла Валентиновна Димчогло родилась в 1961 году в городе Бендеры Республики Молдова. Получила образование в Кишиневском педагогическом институте.
В 1978 году защитила звание мастера спорта по художественной гимнастике СССР.
В 1984 году переехала в город Солигорск. Инициировала открытие отделения художественной гимнастики в городе.
С 1990 по 2007 год работала старшим тренером-преподавателем отделения художественной гимнастики в ГУ «СДЮШОР № 1 города Солигорска». С 1994 по 2007 года она была старшим тренером-преподавателем по художественной гимнастике Минской области.
Была признана лучшим тренером Минской области и награждена туристической путевкой на Олимпийские игры «Атланта-96» в США .
В 1999 году получила звание судьи Национальной категории Республики Беларусь и заслуженного тренера Республики Беларусь. В 2006 году стала почетным гражданином города Солигорска.
Ученицы Аллы Димчогло успешно выступили на соревнованиях — завоевали гран-при турнира Perfomans Cap, вошли в состав сборной Приморья .
Алла Валентиновна Димчогло подготовила 2 мастеров международного класса, 1 заслуженного мастера спорта, 21 кандидата в мастера спорта, 8 мастеров спорта, серебряного призера Олимпийских игр 2000 года в групповых упражнениях в Сиднее Анну Глазкову. Также она тренировала серебряного призера Чемпионата Европы в групповых упражнениях 1996, 1997 года Анну Воробьеву, победителя Кубка Мира и первенства Мира в 1997—1998 годах Ольгу Валентинову, победителя Кубка Мира и первенства Мира 1997, 1998 года в сольных программах по кикбоксингу Татьяну Кожевникову, тренера Екатерину Павлову .